# Lobo de Custer
Lobo de Custer é um  lobo cinzento que foi responsável por grandes prejuízos aos pecuaristas de gado na área circundante a Custer, Dakota do Sul, entre os anos de 1911 e 1920, com os danos estimados em $25,000. O lobo foi baleado por um caçador contratado pelo governo federal, que acompanhou o animal por meses e o matou depois que o animal havia se ferido em uma armadilha.

## O legado do Lobo de Custer
Responsável pela morte de cavalos, gados e bezerros no valor total estimado de $ 25.000 (aproximadamente $300.000 em 2016), o lobo enganou caçadores profissionais e caçadores de recompensa por quase nove anos, durante o qual a recompensa por sua cabeça subiu de $100 para $500, dez vezes o valor típico para um lobo normal na época. O folclore local acrescentou muito a reputação do animal, alegando que não era um lobo normal mas uma "monstruosidade da natureza", um híbrido entre um lobo e um leão da montanha. O lobo escapou da morte tantas vezes que os pecuaristas da área acreditavam que teriam que suportar a perda do gado até que o animal morresse de causas naturais, que matava mais do que precisava para sobreviver; em uma semana havia matado mais de 30 vacas. Um jornal até o chamou de "O mais cruel, sagaz, e bem sucedido animal fora-da-lei"; outro autor o chamou de "o mestre do crime do mundo animal". Acredita-se que quatro anos antes do início de seu período de fúria, a fêmea e os filhotes do lobo foram mortos e que o lobo de custer não se juntou a outra matilha e que estava procurando vingança contra os humanos.